# Czernyola trivittata
Czernyola trivittata är en tvåvingeart som beskrevs av Soos 1962. Czernyola trivittata ingår i släktet Czernyola och familjen träflugor. Inga underarter finns listade i Catalogue of Life.